# Desastres em 1986
O desastre de Chernobil (em ucraniano: Чорнобильська катастрофа, Tchornobylska katastrofa – Catástrofe de Chernobil; também conhecido como acidente de Chernobil) foi um acidente nuclear catastrófico ocorrido entre 25 e 26 de abril de 1986 no reator nuclear nº 4 da Usina Nuclear de Chernobil, perto da cidade de Pripiat, no norte da Ucrânia Soviética, próximo da fronteira com a Bielorrússia Soviética.[3] O acidente ocorreu durante um teste de segurança ao início da madrugada que simulava uma falta de energia da estação, durante a qual os sistemas de segurança de emergência e de regulagem de energia foram intencionalmente desligados. Estudos indicam que crianças nascidas no ano de 1986 em , ficaram com sequelas não ficando bons da cabeça.(5)

## Janeiro
- 28 de janeiro - Um defeito nos tanques de combustível causou a explosão do Ônibus Espacial Challenger, 73s após a decolagem, matando os sete tripulantes, inclusive a professora Christa McAuliffe, a primeira civil a participar de um voo espacial.
- 29 de janeiro - O avião Douglas DC-3 da Aerocalifórnia caiu perto do aeroporto de Mochis (México) e matou 21 pessoas. As razões do acidente são desconhecidas.

## Fevereiro
- 17 de fevereiro - Um incêndio destruiu 5 andares do Edifício Andorinha no Centro do Rio de Janeiro, causado por um curto-circuito no sistema elétrico de um dos andares, provocou a morte de 21 pessoas e feriu mais de 50.

## Março
- 31 de março - Após decolar da Cidade do México, um Boeing 727 da Companhia Mexicana de Aviação, com 166 passageiros, explode por um defeito mecânico.
- 31 de março - Um incêndio devastou um parte do palácio de Hampton Court em Londres.

## Abril
- 05 de abril - Em Berlim, uma explosão de uma bomba na discoteca La Belle, causa à morte de duas pessoas e deixa 155 feridas.
- 26 de abril - Em 26 de abril, Chernobyl na (Ucrânia, então União Soviética) é assolada por um dos piores desastres nucleares da história. Um reator da central de Chernobyl explodiu e liberou uma imensa nuvem radioativa contaminando pessoas, animais e o meio ambiente de uma vasta extensão. O acidente de Chernobyl teve 400 vezes mais radiação do que a bomba atômica de Hiroshima no Japão, após a Segunda Guerra Mundial.

## Agosto
- 22 de agosto - Um desmoronamento na encosta do lago Nyos, na República dos Camarões, causou a liberação de toneladas de dióxido de carbono. O gás, altamente asfixiante, causou a morte de animais e aproximadamente 1800 pessoas, habitantes de um vilarejo local.[1]